# Louis Weichardt
Louis Theodor Weichardt (21 de maig, 1894-26 d'octubre, 1985) fou un líder polític sud-africà fundador dels Gryshemde (Greyshirts o Camises grises), una organització nacional-socialista.
Nasqué a Paarl (Província del Cap) d'una família alemanya. El 26 d'octubre de 1933 va fundar a Ciutat del Cap,el South African Christian National Socialist Movement amb una secció paramilitar (seguint el model nazi de camisa marró Sturmabteilung) anomenats Gryshemde o Greyshirts.
Quan esclatà la Segona Guerra Mundial fou considerat un enemic de l'estat i internat. Quan acabà la guerra fou estret col·laborador d'Oswald Pirow i el seu grup New Order.
Després de la derrota electoral de 1948, Weichardt va dissoldre el seu partit i es va aliar al partit de Daniel François Malan, Partit Nacional, i aconseguí ser-ne senador per la Província de Natal el 1956-1970.